# Christian Dietrich von Plettenberg
Christian Dietrich von Plettenberg (* 8. März 1647 in Lenhausen; † 1694) war Domherr und Domscholaster in Hildesheim.

## Leben
Christian Dietrich von Plettenberg wuchs als Sohn des Bernhard von Plettenberg zu Lenhausen (1615–1679) und seiner Gemahlin Odilia von Fürstenberg zu Schnellenberg und Waterlappe (1617–1683) in einer der ältesten und bedeutendsten westfälischen Adelsfamilien auf. Seine Geschwister waren:
- Maria Ida, Stiftsdame zu Fröndenberg, ⚭ Johann Friedrich von Beverförde
- Friedrich Christian (1644–1706, Fürstbischof von Münster),
- Friedrich Mauritz (1648–1714, Domherr in Hildesheim und Münster),
- Ferdinand (1650–1712, Dompropst in Münster),
- Wilhelm († 1711, Domherr in Speyer und Landkomtur des Deutschen Ordens),
- Ursula Helena (1654–1720, ⚭ 1671 Franz Wilhelm von Galen zu Assen (1648–1716)) und
- Johann Adolph (1655–1696, kurkölnischer Kämmerer und Geheimrat)
- Bernhard (1657–1708, Domkantor in Paderborn).

Nach einem Studium an der Universität Marburg wählte Christian Dietrich einen geistlichen Beruf und wurde Priester. Im Jahre 1669 erhielt er eine Dompräbende in Hildesheim und war hier als Domscholaster tätig.